# Brzoza Toruńska
Brzoza Toruńska – przystanek kolejowy w Brzozie, w powiecie toruńskim, w województwie kujawsko-pomorskim, w Polsce.
Przystanek powstał 1861 roku w ramach budowy Kolei Warszawsko-Bydgoskiej. W jego sąsiedztwie 19 sierpnia 1980 roku miała miejsce, największa w historii powojennej Polski, katastrofa kolejowa, w której zginęło 67 osób. Od 2000 roku funkcjonuje tu posterunek bocznicowy szlakowy. W 2017 roku przystanek obsługiwał 0–9 pasażerów na dobę.